# Doji Morita
Doji Morita (森田童子 Morita Dōji, 15 de enero de 1953 - 24 de abril de 2018) fue una cantautora japonesa de Tokio.

## Vida
Tenía 20 años cuando la muerte de un amigo inspiró su primer álbum. Todos sus discos abordan temas trágicos, sombríos y tristes, algunos tratando sobre sufrimientos pertinentes a los días de la juventud, sobre la amistad perdida y la solidaridad. Terminó su carrera en 1983 (duró 8 años), después de dar un concierto final en Tokio. Durante su carrera, ella era excepcionalmente reservada, durante su carrera nunca reveló su nombre real, llevaba una peluca de pelo rizado y gafas de sol para ocultar su rostro.
En el drama televisivo de 1993 Kou Kou Kyoushi (también conocido como High School Teacher), la canción Bokutachi no Shippai del segundo álbum Mother Sky se usó como tema principal. Como resultado, se lanzó el álbum de grandes éxitos Bokutachi No Shippai.

## Fallecimiento
Doji Morita murió de insuficiencia cardíaca el 24 de abril de 2018 a la edad de 65 años.

## Discografía
- Good Bye グットバイ (1975)

1. 早春にて (In early spring)
2. 君は変わっちゃったネ (You are changed)
3. まぶしい夏 (Dazzling summer)
4. 雨のクロール (Rainy Crawl swimming)
5. 地平線 (Horizon)
6. センチメンタル通り (Sentimental Street)
7. 淋しい雲 (Lonely Clouds)
8. たんごの節句 (Tango no sekku The Boys' Festival)
9. 驟雨（にわかあめ）(A Shower)
10. さよならぼくのともだち (Good Bye My Friend)

- Mother Sky  マザー・スカイ=きみは悲しみの青い空をひとりで飛べるか= (1976)

1. ぼくたちの失敗 (Our mistake)
2. ぼくと観光バスに乗ってみませんか (Let's take sightseeing bus with me)
3. 伝書鳩 (A Carrier Pigeon)
4. 逆光線 (Back Light)
5. ピラビタール (Pirabital Mesmerism medicinel)
6. 海を見たいと思った (I thought I wanna see a sea)
7. 男のくせに泣いてくれた (He weeped for me)
8. ニューヨークからの手紙 (Letter from NY)
9. 春爛漫 (Best Spring)
10. 今日は奇蹟の朝です (Today is the Miracle Morning)

- A Boy ア・ボーイ (1977)

1. 蒼き夜は(Blue Night)
2. 君と淋しい風になる (I become a lonely wind with you)
3. ふるえているネ (You're Trembling)
4. ぼくを見かけませんでしたか (Didn't you see me?)
5. セルロイドの少女 (The girl of celluloid)
6. 淋しい素描 (A lonely rough sketch)
7. ぼくが君の思い出になってあげよう (I will become your memory)
8. G線上にひとり (In G Line)
9. 終曲のために第3番 「友への手紙」 (No. 3 for Finale ' Letter for my friend')

- Live in St. Mary's Cathedral, Tokyo 	 東京カテドラル聖マリア大聖堂録音盤 (1978)
- The Last Waltz ラスト・ワルツ (1980)

1. 赤いダウンパーカーぼくのともだち (My Friend in the Red Down Parka)
2. 菜の花あかり(Rape Blossoms's Light)
3. 海が死んでもいいョって鳴いている  (The Sea Say I May Die)
4. グリーン大佐答えて下さい (Please Answer, Colonel Green)
5. みんな夢でありました (It Was All A Dream)
6. きれいに咲いた (It Blossomed Beautifully)
7. たとえばぼくが死んだら (If I Should Die)
8. ラスト・ワルツ (Last waltz)

- Nocturne 夜想曲（やそうきょく） (1982)

1. 蒸留反応
2. 淋しい猫 (Lonely Cat)
3. ぼくは16角形
4. 麗子像 (Image of a Fawn)
5. サナトリウム (Sanatorium)
6. 船がくるぞ (The Ship Is Coming)
7. 孤立無援の唄
8. 哀悼夜曲
9. ラスト・ワルツ/『ラスト・ワルツ』(1980年、5th）収録の同一曲とバックのトラックは一緒で、ヴォーカルが再録音。 (Last Waltz)

- Wolf Boy 狼少年 (1983)

1. 愛情練習（ロシアン・ルーレット） (Practise of love 'Russian Roulette')
2. ぼくを見つけてくれないかなァ (Can't you find me?)
3. ぼくは流星になる (I become a shooting star)
4. 151680時間の夢 (The dream of 151680 hours)
5. 球根栽培の唄（ときわ荘にて録音）(Song Of Bulb Cultivation)
6. ぼくのせいですか (Is it my cause?)
7. 憂鬱デス (I am Melancholy)
8. 狼少年・ウルフボーイ (Wolf Boy)

### Otros
- Bokutachi No Shippai - Morita Doji Best Collection (1993)
- Bokutachi No Shippai - Morita Doji Best Collection (2003)